# Джон Костерліц
Джон Майкл Костерліц (англ. John Michael Kosterlitz, нар. 1942, Абердин) — британський фізик, що працює в США, спеціаліст із теорії конденсованих середовищ, лауреат Нобелівської премії з фізики за 2016 рік разом із Данканом Галдейном та Девідом Таулессом з формулюванням: «за теоретичне відкриття топологічних фазових переходів та топологічних фаз речовини».
Джон Майкл Костерліц народився в Шотландії в родині єврейських іммігрантів з Німеччини. Його батько Ганс Костерліц був біохіміком. Костерліц здобув ступінь бакалавра та магістра в Кембриджі, а ступінь доктора філософії — в Оксфорді. Він працював у різних місцях, зокрема в Бірмінгемському університеті, де об'єднав свої зусилля з Таулессом. З 1982 року він працює в Браунівському університеті в Род-Айленді.  
Костерліц займався різними проблемами фізики твердого тіла, зокрема фазовими переходами та критичними явищами, локалізацією електронів, спіновим склом. Найбільше відомий за теоретичним передбаченням переходу Костерліца-Таулесса.

## Виноски
1. ↑  The Nobel Prize in Physics 2016. Архів оригіналу за 4 жовтня 2016. Процитовано 4 жовтня 2016.